# Vettekulla och del av Matvik
Vettekulla och del av Matvik is een plaats in de gemeente Karlshamn in het landschap Blekinge en de provincie Blekinge län in Zweden. De plaats heeft 160 inwoners (2005) en een oppervlakte van 53 hectare.